# Перелазово
Перелазово — деревня в Логозовской волости Псковского района Псковской области России.
Расположена в 15 км к западу от центра города Пскова и в 9 км к северо-западу от Неёлово.
| 2001 | 2002 | 2010 | 2012 |
| ---- | ---- | ---- | ---- |
| 7    | ↗16  | ↘11  | →11  |